# Lord of the Mysteries
Lord of the Mysteries (诡秘之主; Guǐmì zhī zhǔ) là một tiểu thuyết mạng Trung Quốc thuộc thể loại huyền huyễn, trinh thám và steampunk, được viết bởi tác giả Ai Qian Shui De Wu Zei (爱潜水的乌贼; Ài qiánshuǐ de wūzéi). Tác phẩm được đăng tải lần đầu trên nền tảng Qidian của Trung Quốc từ năm 2018 đến 2020 và đã hoàn thành với tổng cộng 1.392 chương.

## Tổng quan
Lord of the Mysteries lấy bối cảnh trong một thế giới giả tưởng pha trộn giữa thời đại Victoria, yếu tố thần bí và khoa học giả tưởng. Thế giới này chia thành nhiều quốc gia và thế lực siêu nhiên, với hệ thống sức mạnh dựa trên 22 con đường thần bí (Pathways) mà mỗi cá nhân có thể tiến hóa thông qua việc sử dụng "thuốc ma dược" (potions). Các yếu tố chủ đạo bao gồm điều tra, bí ẩn cổ đại, các tổ chức thần bí và sự tồn tại của những sinh vật siêu việt.

## Nội dung
Nhân vật chính của truyện là Klein Moretti, một sinh viên đại học bị kéo vào một chuỗi sự kiện huyền bí sau khi triệu hồi một thực thể thần bí. Khi tỉnh dậy, anh phát hiện mình đã nhập vào thân xác của một thám tử trẻ tuổi ở thế giới khác. Từ đó, Klein dấn thân vào hành trình khám phá sự thật về thế giới, thần linh, và chính bản thân mình, trong khi phải đối phó với các thế lực siêu nhiên, tà giáo và âm mưu xuyên suốt.

## Đón nhận
Tác phẩm được đánh giá cao nhờ cốt truyện hấp dẫn, hệ thống ma pháp độc đáo, cách xây dựng thế giới chặt chẽ và lối viết nhiều lớp với các yếu tố triết học, tôn giáo và Lovecraftian. Lord of the Mysteries được xem là một trong những tiểu thuyết mạng nổi bật nhất của Trung Quốc vào cuối thập niên 2010 và đầu thập niên 2020 và có lượng độc giả quốc tế đông đảo.

## Phần tiếp theo
Tác giả đã công bố phần tiếp theo mang tên Lord of the Mysteries II: Circle of Inevitability, bắt đầu xuất bản từ năm 2023, tiếp tục khai thác thế giới và các tuyến truyện còn dang dở từ phần một.